# Vánoce (kniha)

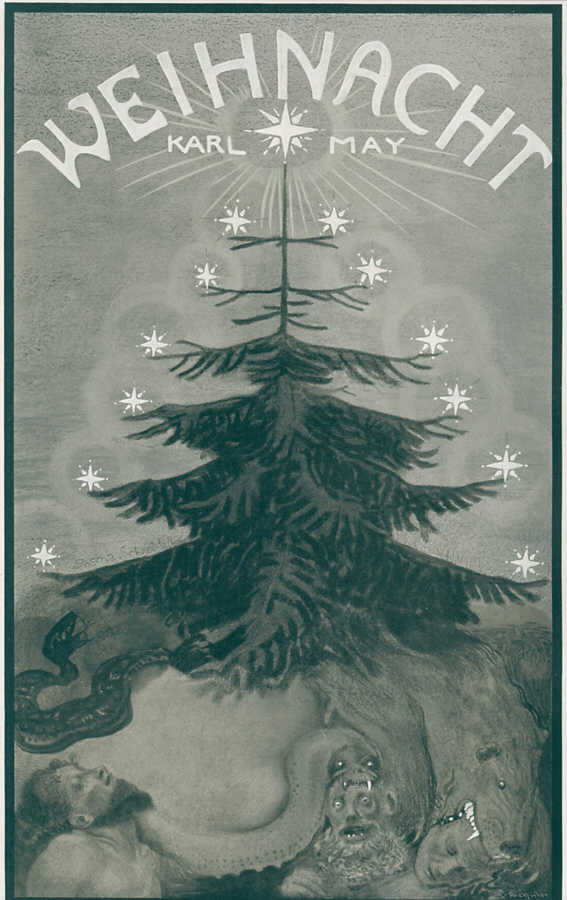
Obálka vydání z roku 1905 od Saschy Schneidera.

Vánoce (Weihnacht) je dobrodružný román německého spisovatele Karla Maye, který prvně vyšel roku 1897 jako dvacátý čtvrtý svazek Mayových spisů v nakladatelství Friedrich Ernst Fehsenfeld ve Freiburgu. Nakladatelství Karl-May-Verlag vydává román v rámci Sebraných spisů Karla Maye také pod pořadovým číslem 24.

## Děj
Román začíná v Německu v době, kdy byl mladý Karel May chudým studentem gymnázia. V té době May složil milou vánoční báseň, se kterou získal první cenu v jednom zábavném časopise. Na pěší túře po Krušných horách, kterou May každoročně pořádal se svým spolužákem a přítelem Carpiem během vánočních prázdnin, se oba studenti seznámili s chudým a vážně nemocným starcem, jeho dcerou a jejím synem. Po starcově smrti daroval May ženě všechny své vyhrané peníze na cestu do Ameriky za jejím mužem.
S ženou a jejím synem, i se svým studentským přítelem Carpiem, se May již jako Old Shatterhand setkal opět po letech v Americe. Žena ho uprosila, aby jí se svým pokrevním bratrem Vinnetouem pomohl zachránit jejího muže, lovce kožešin Hillera, který upadl do indiánského zajetí a hrozila mu smrt u mučednického kůlu. Po Hillerově zachránění Old Shatterhand zjistil, že jde o bývalého německého šlechtice, který byl doma neprávem kriminalizován a zbaven svého majetku. Díky tomu Hiller velice zatrpkl, ztratil víru v Boha, a všechny věřící, tedy i Old Shatterhanda, považoval za bláznivé pámbíčkáře.
Old Shatterhandovi se také podařilo zachránit přítele Carpia ze spárů zločinců, kteří jej chtěli donutit k potápění se pro zlato do naleziště v ledové řece ve Skalistých horách, což by jistě nepřežil. I tak se mu po útrapách cesty zhoršil jeho již tak špatný zdravotní stav. V horách pak byli všichni následně odříznuti od okolního světa sněhovými závějemi a byli donuceni strávit zde i vánoční svátky. Old Shatterhand zachránil rouhajícímu se Hillerovi po pádu laviny život, a když mu předal zprávu od jeho ženy, že bezpráví spáchané na něm a jeho rodině v Německu bylo odhaleno a že se může vrátit do vlasti, Hiller svou ztracenou víru v Boha opět nalezl. Nemalou roli v tom sehrála i stará Mayova vánoční báseň, kterou si zamiloval umírající Carpio.
Román zobrazuje Old Shatterhanda jako hluboce věřícího muže a neustále zdůrazňuje význam víry v životě člověka.

## Česká vydání

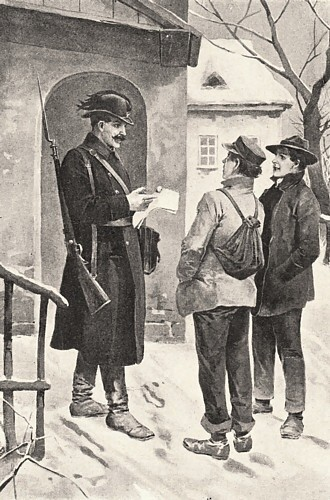
Ilustrace Věnceslava Černého k českému vydání románu z roku 1909

V Čechách vyšel román prvně roku 1909 v pražském nakladatelství Alois Hynek, v překladu Josefa Ladislava Turnovského a s ilustracemi Věnceslava Černého (druhé vydání vyšlo roku 1919).
Roku 1934 vydalo román v rámci tzv. Velké řady knih Karla Maye další pražské nakladatelství Toužimský a Moravec v překladu F. Dobrovolného a s ilustracemi Zdeňka Buriana, Věnceslava Černého a Clause Bergena.
Na další vydání si museli čeští čtenáři z politických důvodů počkat až do roku 1992, kdy román vydalo obnovené nakladatelství Toužimský a Moravec v překladu Zlaty Kufnerové a s ilustracemi Gustava Kruma (druhé vydání vyšlo roku 1997). Nakladatelství Návrat vydalo román v rámci svého projektu Souborné vydání díla Karla Maye ve dvou svazcích v letech 2009 až 2010 v překladu Josefa Ladislava Turnovského a s ilustracemi Miroslava Pospíšila.